# Thorleif
Thorleif (ou Torleif) est un prénom masculin scandinave dérivé du vieux norrois Þorleifr, formé des éléments Þórr « Thor », dieu du tonnerre dans la mythologie nordique, et leifr « héritier, descendant ». Dans les pays nordiques, il est surtout porté en Norvège. Sa variante islandaise est Þorleifur.
Le prénom Thorleif est à l'origine du patronyme norvégien T(h)orleifsen (porté également au Groenland) et du patronyme T(h)orleifsson (porté notamment en Islande et aux Féroé), signifiant « Fils de Thorleif ».

## Personnalités portant ce prénom
- Thorleif Andresen (1945–),  coureur cycliste norvégien ;
- Thorleif Enger (en) (1943–), personnalité norvégienne du monde des affaires ;
- Thorleif Haug (1894–1934), sauteur à ski, fondeur et spécialiste du combiné nordique norvégien ;
- Thorleif Schjelderup (1920–2006), ancien sauteur à ski norvégien ;
- Thorleif Schjelderup-Ebbe (1894–1976), zoologiste norvégien.